# Bartosz Jaroszek
Bartosz Jaroszek (ur. 17 lutego 1994 w Siemianowicach Śląskich) – polski piłkarz grający na pozycji środkowego obrońcy w GKS Katowice od 2020 roku.

## Kariera klubowa
Swoją karierę zaczął w Zagłębiu Lubin, gdzie w 2015 roku został wypożyczony do Rozwoju Katowice. W 2016 roku na zasadzie wolnego transferu Jaroszek przeszedł do Rozwoju, skąd w 2018 roku został zakontraktowany przez GKS Jastrzębie. Od 14 sierpnia 2020 roku Jaroszek gra w Katowickim klubie.

## Historia z GKS Katowice
Jaroszek w barwach GKS Katowice rozegrał 99 spotkań, w których strzelił 3 bramki (2 ligowe i jedną w Pucharze Polsk). Do klubu dołączył, kiedy ten znajdował się w II lidze, z którym wywalczył awans na zaplecze ekstraklasy.
Obecnie jego kontrakt jest aktualny do 30 czerwca 2026 roku.